# Bacteria nova
Bacteria nova är en insektsart som beskrevs av Ludwig Redtenbacher 1908. Bacteria nova ingår i släktet Bacteria och familjen Diapheromeridae. Inga underarter finns listade.